# Meurisse
Meurisse is een Belgische chocolaterie, die in 1845 werd opgericht. Naast "Meurisse" gebruikte de firma voor haar diverse chocoladerepen merknamen als Perrette, Boy Scouts, Finor en Croma.

## Geschiedenis

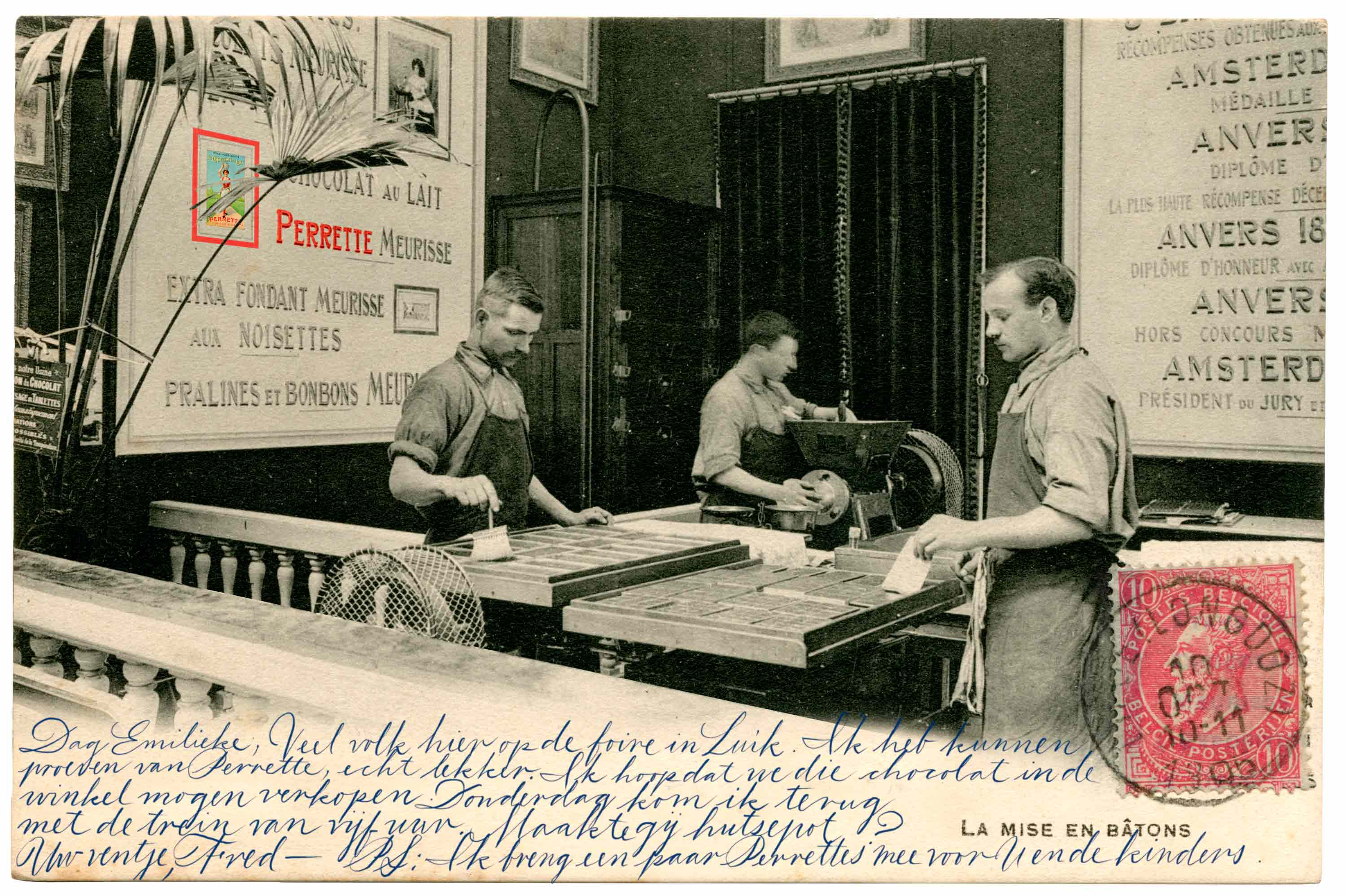
Wereldtentoonstelling Luik 1905

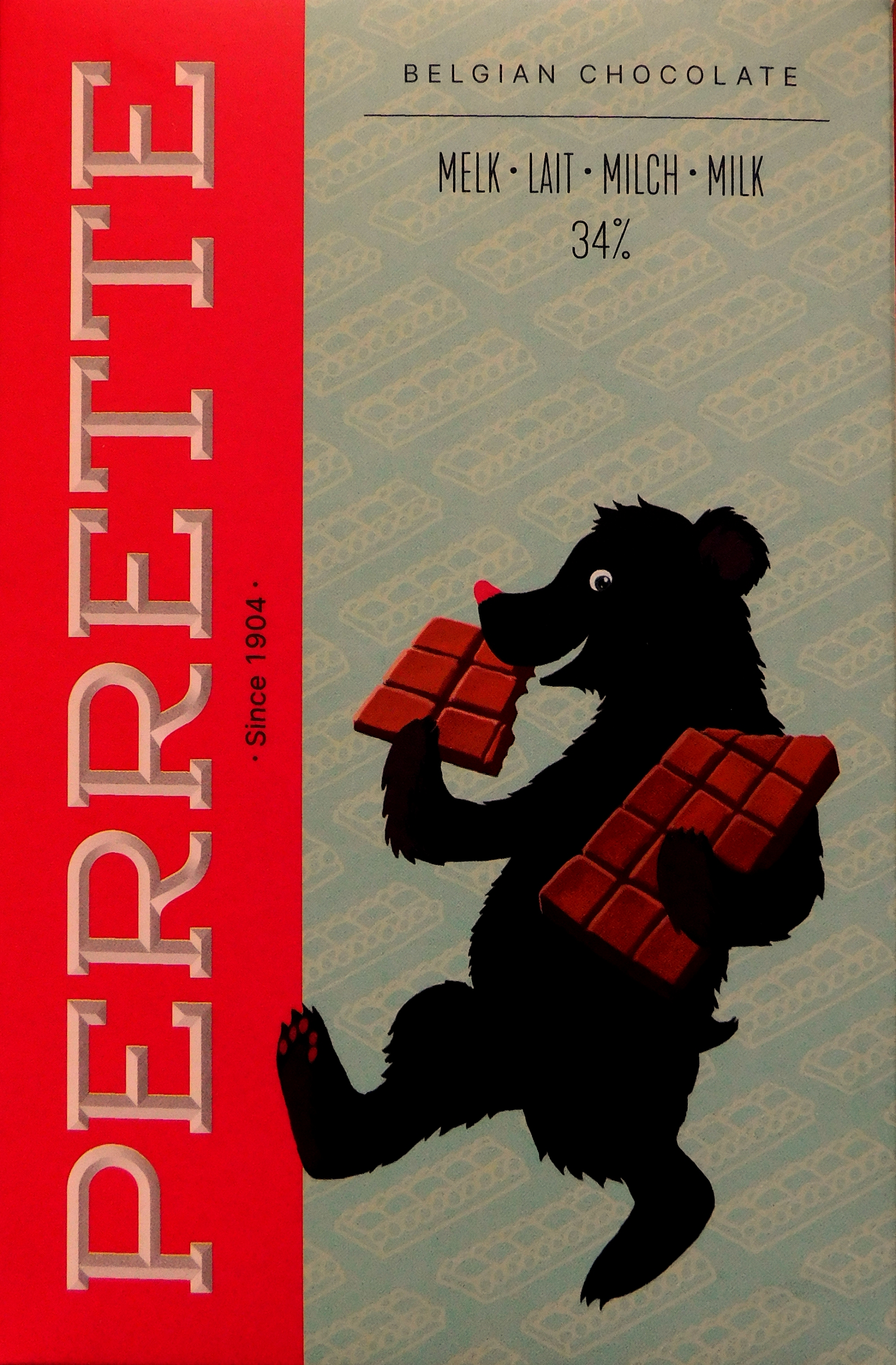
Perrette, chocoladereep (melk)

Het bedrijf werd in 1845 opgericht door Adolphe Meurisse-Melzer (Mons, 1815-Antwerpen, 1890). Hij opende in 1849 een 'patisserie' aan de Eiermarkt en vestigde zich in 1857 in de Lange Herentalsestraat. Onder de directie van zijn kleinzoon Albert Meurisse (1876-1936) werd de chocoladefabriek hier vanaf 1900 verder uitgebouwd en vanaf 1909 doorgetrokken tot de Hoveniersstraat. In 1922 verhuisde de chocolaterie naar een nieuwe fabriek aan Viaduct-Dam te Antwerpen.
Oorspronkelijk produceerde de chocolaterie vooral tabletten en pralines. De reep Perrette werd gecreëerd in 1890 maar pas in 1904 gedeponeerd. Perrette werd officieel internationaal gelanceerd in 1905 op de Wereldtentoonstelling van Luik.

In 1969 werd de firma, die toen in moeilijkheden verkeerde, overgenomen door General Chocolate, later General Biscuits. De fabriek in Antwerpen-Dam sloot de deuren in 1974 en de productie werd overgebracht naar Herentals, naar de site van De Beukelaer. Meurisse en Perrette werden als merknamen behouden. Deze kwamen door overname van General Biscuits terecht in het fonds van Kraft Foods respectievelijk Mondelēz International. Perrette was tot ca 1995 de merknaam van verschillende soorten repen. Kraft Foods koos door de mondialisering – ten koste van Perrette en Meurisse – voor het merk Milka. 
Het merk Perrette kwam vrij en werd in 2017 opnieuw uitgebracht door Koekenstad. Het traditionele concept en recept werden behouden.  Perrette is de oudste chocoladereep ter wereld. Voor 1890 bestonden er enkel chocoladetabletten. Uit het portfolio van de oorspronkelijke Chocolaterie Meurisse behoudt Kraft Foods (heden: Mondelez International) enkel het merk Zero onder het label van Cote d'Or. Perrette bracht de oorspronkelijke versie van deze "koelsmakende chocolade" uit onder de naam Ice Choc, dit is een witte chocolade met crema di limone.
De merknaam Meurisse werd ca 2019 verkocht aan de erven van de familie Meurisse en in september 2020 door de broers Henry en Clement Van Vyve (achterachterachterkleinzonen van de oprichter Adolphe Meurisse) opnieuw gelanceerd.